# Orange Beach
Orange Beach è un comune degli Stati Uniti d'America situato nella contea di Baldwin dello Stato dell'Alabama.

## Città e paesi vicini
| - Bon Secour - Elberta - Gulf Shores - Foley - Summerdale - Loxley - Mobile | - Pensacola (Florida) - Perdido Key (Florida) - Warrington (Florida) - Myrtle Grove (Florida) - Robertsdale - Bellview (Florida) |

## Geografia fisica
Orange Beach è situata a 30°17'29.411" N, 87°33'43.146" O. L'U.S. Census Bureau certifica che la città occupa un'area totale di 29,50 km², di cui 26,90 km² composti da terra e i rimanenti 2,60 km² composti di acqua.

## Società

### Evoluzione demografica
Al censimento del 2000, risultano 3.784 abitanti, 1.779 nuclei familiari e 1.090 famiglie residenti in città. La densità della popolazione è di 140,67 ab./km². Ci sono 7.594 alloggi con una densità di 281,90/km². La composizione etnica della città è 94,82% bianchi, 0,37% neri o afroamericani, 0,69% nativi americani, 0,21% asiatici, 2,03% di altre razze, e 1,88% meticci. Il 2,77% della popolazione è ispanica.
Dei 1.779 nuclei familiari, il 20,60% ha figli di età inferiore ai 18 anni che vivono in casa, il 50,00% sono coppie sposate che vivono assieme, il 7,80% è composto da donne con marito assente, e il 38,70% sono non-famiglie. Il 30,40% di tutti i nuclei familiari è composto da singoli e l'11,20% da singoli con più di 65 anni di età. La dimensione media di un nucleo familiare è di 2,13 mentre la dimensione media di una famiglia è di 2,61.
La suddivisione della popolazione per fasce d'età è la seguente: 16,60% sotto i 18 anni, 6,40% dai 18 ai 24, 28,30% dai 25 ai 44, 30,50% dai 45 ai 64, e 18,20% oltre i 65 anni. L'età media è 44 anni. Per ogni 100 donne ci sono 108,30 uomini. Per ogni 100 donne sopra i 18 anni ci sono 103,20 uomini.
Il reddito medio di un nucleo familiare è di 40.542$, mentre per le famiglie è di 51.222$. Gli uomini hanno un reddito medio di 34.063$ contro i 24.787$ delle donne. Il reddito pro capite della città è di 27.082$. Il 10,60% della popolazione e il 6,20% delle famiglie è sotto la soglia di povertà. Sul totale della popolazione, il 15,00% dei minori di 18 anni e il 3,10% di chi ha più di 65 anni vive sotto la soglia di povertà.